# かじか凛
かじか 凛（かじか りん、1990年9月11日 - ）は、日本のAV女優。

## 略歴・人物
2011年4月、アダルトビデオメーカー・シネマユニット・ガスの専属女優としてデビュー。

## 出演作品

### アダルトDVD
2011年
- すごいからだ かじか凛 AVデビュー（4月22日、シネマユニット・ガス）
- 107cmになってしもぅた! かじか凛 初パイズリ初潮吹き（5月27日、シネマユニット・ガス）
- ロリ爆乳 胸だけ異常成長 107cm Kcup（6月24日、シネマユニット・ガス）
- 爆乳と二人きりでホテルにしけ込んでモミモミ かじか凛とハメ撮り&パイズリ（7月22日、シネマユニット・ガス）
- ビキニをつけたまま爆乳とえっち 107cm ハミ出しKカップ（8月26日、シネマユニット・ガス）
- 爆乳GAL107-K 可愛い関西弁でツンデレ（9月16日、シネマユニット・ガス）
- 食い込む!揺れる!破壊する! 爆乳ブラジャーパラダイス 107-K（10月21日、シネマユニット・ガス）
- 潮吹き爆乳 かじか凛を犯る（11月18日、シネマユニット・ガス）
- ヌルヌル爆乳ソープ かじか凛 逆ソープとご奉仕ソープ（12月16日、シネマユニット・ガス）

2012年
- 転校生はすごいからだ 笑顔でパイズリ（1月21日、シネマユニット・ガス）
- 爆乳とやれちゃう店 ぬる濡れ着衣と凛が迫るセックス（2月18日、シネマユニット・ガス）
- パイズリ大好き!!! Iカップ以上の挟射撮りおろし（3月17日、シネマユニット・ガス）他出演:杏美月、和希エリ、木咲美琴、星野みかん、葉月めい、リアナ滝口、橘なお
- 巨大乳房のパイズリ かじか凛 気持ちいい挟みかた教えます（4月21日、シネマユニット・ガス）
- かじか凛ベスト4時間（9月22日、シネマユニット・ガス）※総集編

2013年
- 100cm以上の爆乳撮りおろし! パイズリ&セルフ乳首舐めオナニー+母乳人妻（6月22日、シネマユニット・ガス）他出演:杏美月、山田ももか、美波じゅん、浜咲恵利、沙月なゆ、あや、浅野しずく、さえこ、はねだ亜紀